# 愛知県道506号茶臼山線
愛知県道506号茶臼山線（あいちけんどう506ごう ちゃうすやません）は、愛知県北設楽郡豊根村内を通る一般県道である。

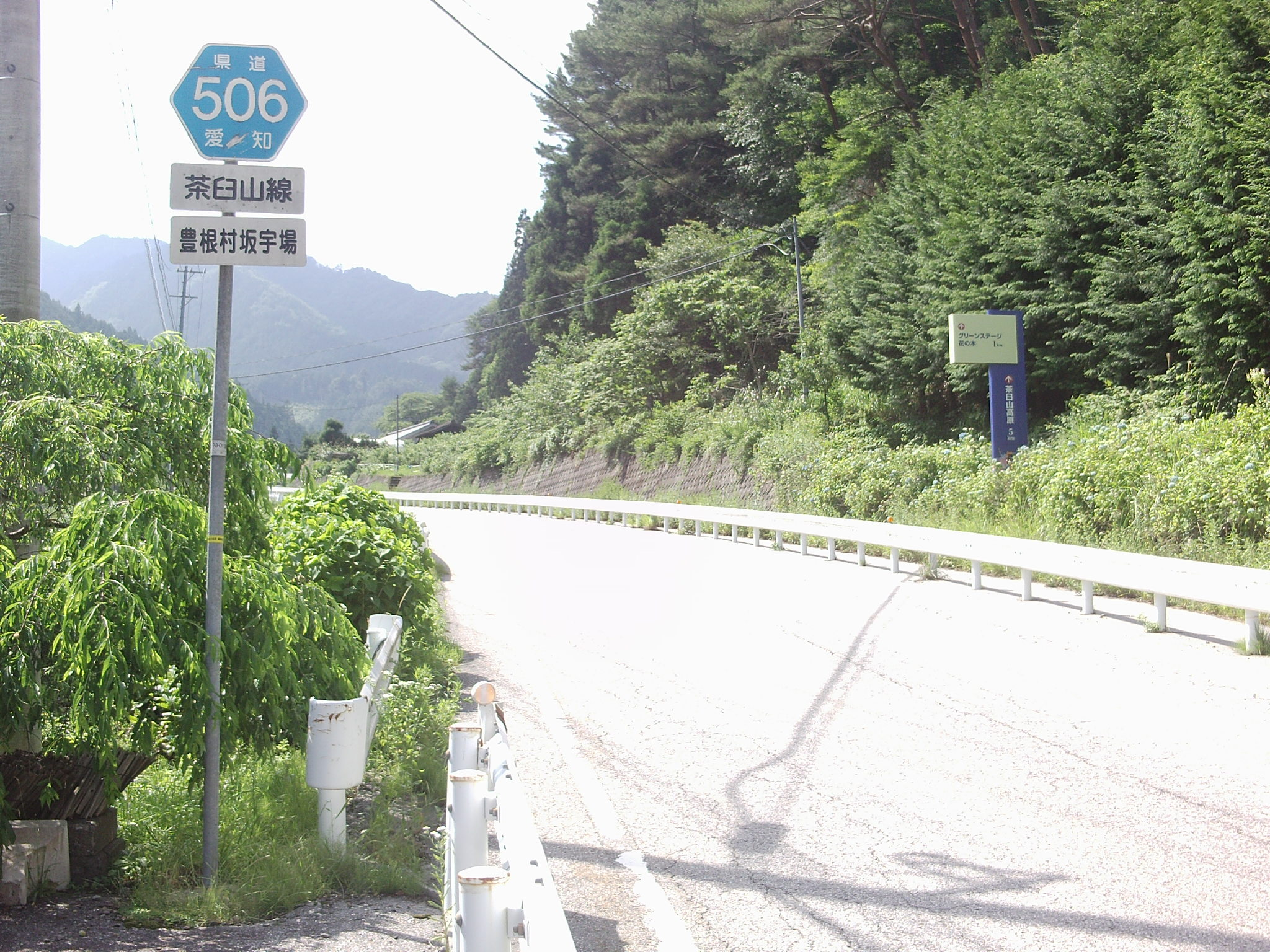
終点から。この付近は坂宇場の農村。

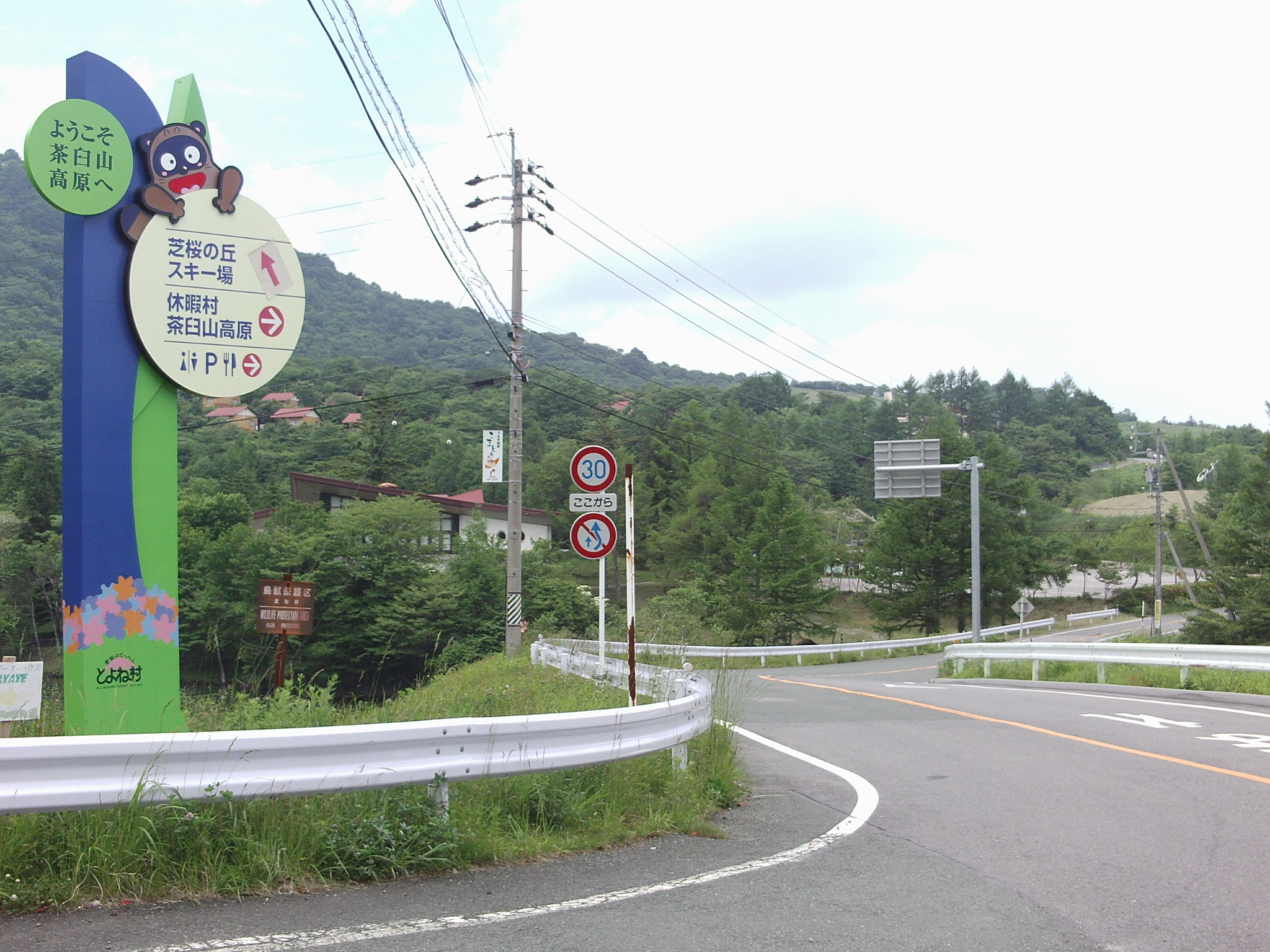
起点茶臼山の茶臼山高原。休暇村のコテージなどが見える。

## 概要

### 路線データ
- 起点:愛知県北設楽郡豊根村大字坂宇場（茶臼山）
- 終点:愛知県北設楽郡豊根村大字坂宇場（坂宇場交差点）

## 沿革
- 1966年8月1日 認定

## 交差する道路
- 愛知県道507号茶臼山高原設楽線（茶臼山高原道路）
- 茶臼山林道
- 国道151号（坂宇場交差点）

## 周辺
- 茶臼山
- 茶臼山高原スキー場
- 茶臼山牧場
- 休暇村茶臼山高原